# Edifício Louvre

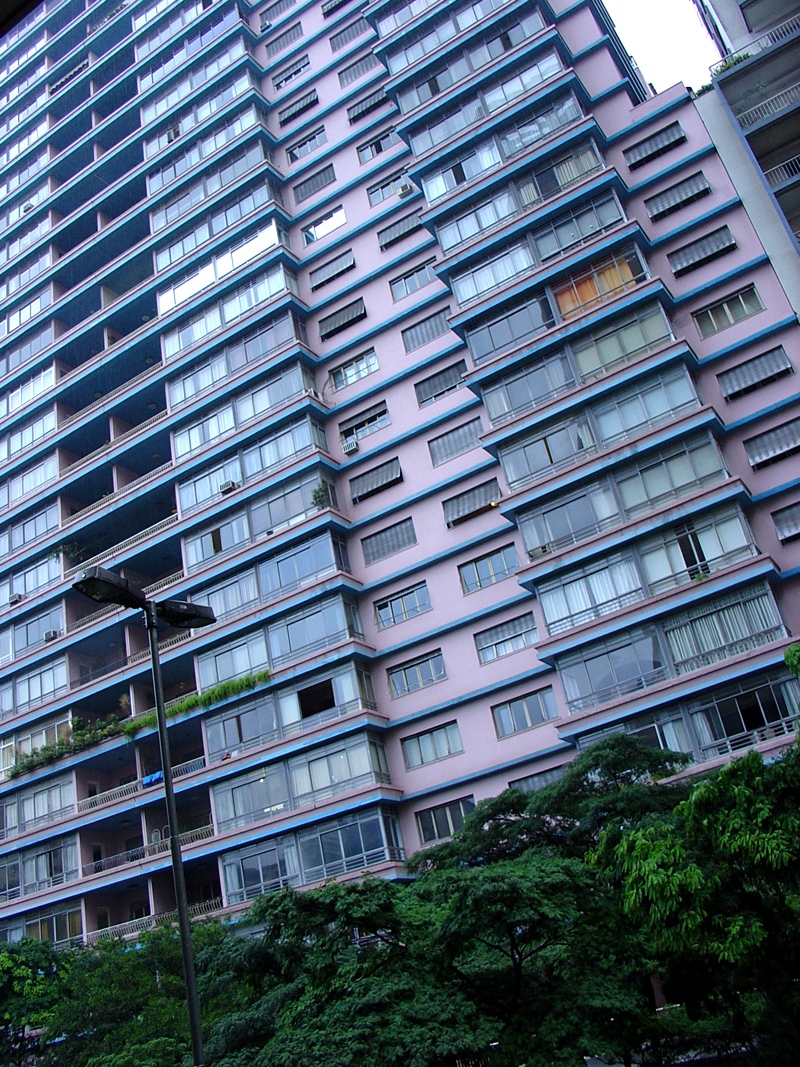

O edifício Louvre foi projetado pelo paulistano João Artacho Jurado na década de 1950. É tombado desde 1992 pelo Conpresp (Conselho Municipal de Preservação do Patrimônio). Possui 25 andares e, no topo há uma área de lazer (pequena piscina e local para caminhadas) onde se pode desfrutar da paisagem urbana de São Paulo.
João Artacho Jurado também foi responsável por outros projetos, sempre com características muito pessoais, sendo fácil a identificação de suas obras. Por não ter formação em arquitetura não era bem recebido entre os arquitetos de sua época.
O edifício possui 25 andares sendo 4 de garagens. Lojas e sobre-lojas com agências de turismo, cartão de assistência, cabeleireiro, cartório, imobiliárias, livraria, vestuário, banco, ótica, gráfica expressa e está localizado na Avenida São Luís, 192 - CEP: 01406-000.
1. ↑  «Edifício Louvre». Arquivo Arq. Consultado em 23 de junho de 2025
2. ↑  «artacho & Louvre». museu do louvre pau-brazyl. Consultado em 23 de junho de 2025
3. ↑  «Louvre». Refúgios Urbanos. 15 de maio de 2017. Consultado em 23 de junho de 2025